# Jejsk
Jejsk (russisk: Ейск, tr. Ejsk) er en by i det sydvestlige Rusland, beliggende ved bredden af det Azovske hav 170 kilometer sydvest for Rostov ved Don. Byen har et indbyggertal på 82.172 (2024) indbyggere og er kendt for bl.a. fiskeri. På grund af sit milde, solrige klima (juli + 24 grader Celsius) besøges Jejsk af mange turister.
Jejsk blev grundlagt i 1848.